# Esther Laurell
Esther Elfrida Laurell, född den 5 september 1884 i Västerås, död den 12 juni 1941 i Stockholm, var en svensk flickscout, lärare och skolledare. Hon var aktiv i Sveriges Flickors Scoutförbund och i Fredrika Bremer-förbundet samt som pedagogisk debattör.

## Uppväxt och familj
Esther Laurell växte upp i Västerås som fjärde barnet av sex till skomakaren Lars Laurell och Edla Sofia Laurell, född Thorsell.

## Utbildning
Esther Laurell utbildades till lärare vid Högre lärarinneseminariet i Stockholm, där hon utexaminerades den 9 juni 1906. Med början hösten 1913 studerade hon vidare och tog studentexamen 1914, följd av en teologie kandidatexamen 1923 och en filosofie kandidatexamen med franska som huvudämne 1924, båda vid Uppsala universitet.

## Yrkesliv
Efter utbildningen vid Högre lärarinneseminariet tjänstgjorde Esther Laurell under knappt ett år som ämneslärare vid Härnösands elemantarläroverk för flickor, innan hon 1907 fick tjänst som ämneslärare vid Wallinska skolan i Stockholm. Där blev hon kvar fram till och med vårterminen 1913, då hon lämnade skolan för att studera vidare.
Efter slutförd utbildning i Uppsala fick Esther Laurell 1924 anställning som föreståndare för Nyköpings elementarläroverk för flickor. 1931 återkom hon till Wallinska skolan, nu som föreståndare. I samband med kommunaliseringen av Stockholms flickskolor 1939 utsågs Esther Laurell till rektor för Vasastadens kommunala flickskola, och fortsatte i den befattningen fram till sin död 1941.

## Flickscoutledare
Inom svensk flickscouting var Esther Laurell känd under sitt scoutnamn ”Sem” och hon var en av de tre flickscoutledarna som startade svensk flickscouting.

### Sem – svensk flickscoutings första ledare
Under 1910 började några av eleverna vid Wallinska skolan, Gerda Blomberg, Elin Fris och Signe Geijer, intressera sig för den scoutverksamhet som på kort tid blivit stor bland medelklassens pojkar. Våren 1911 lyckades de tre övertala några av sina lärare, kristendoms- och franskläraren Esther Laurell, teckningsläraren Signe Hammarsten och gymnastikläraren Emmy Grén-Broberg, att starta flickscoutverksamhet. För att hantera tidens tilltalsskick, där det var otänkbart för en elev att dua sin lärare, valde de tre särskilda scoutnamn, som alla kunde använda inom scoutverksamheten. Namnen togs efter Noas söner: Esther Laurell valde Sem, Signe Hammarsten valde Ham, och Emmy Grén-Broberg valde Jafet (som hon snart bytte till Bro).
1921 utsågs Esther Laurell till hedersledamot i Wallinska skolans scoutförening.

### Uppdrag i flickscoutförbundet
Redan från starten ingick Esther Laurell i ledningen för Sveriges Flickors Scoutförbund: I oktober 1912 ingick hon i den interimsstyrelse som då skapades för att förbereda bildandet av förbundet, som formellt bildades den 26 mars 1913. Hon var först sekreterare, sedan vice ordförande och till sist ledamot under sin tid i förbundets styrelse 1913–1919. Under sin tid i Nyköping var hon dels förbundsstyrelsesuppleant för landsorten 1925–1930, dels distriktschef i förbundets Östra distrikt från 1926.

## Kvinnorättsrörelsen
Under sin tid i Nyköping var Esther Laurell från 1927 ordförande i Nyköpingskretsen av Fredrika Bremer-förbundet. Som nyvald ordförande väckte hon viss uppståndelse genom att bjuda in advokaten Eva Andén som föredragshållare. Eva Andéns föredrag om sin för tiden radikala syn på äktenskapet som en ömsesidig, lättupplöst överenskommelse mellan likar, orsakade debatt i staden, långt utöver Fredrika Bremer-förbundets Nyköpingskrets.

## Pedagogisk debattör
Esther Laurell var en återkommande deltagare i olika pedagogiska diskussioner och debatter. 1912 höll hon inledningsanförande vid Pedagogiska sällskapets diskussion om skolan och idrottsrörelsen, hon deltog i debatten om skolårets uppdelning på tre terminer, drev frågor om betygssättning och behovet av psykologisk expertkompetens i skolan.

## Personliga egenskaper
Det finns flera vittnesmål om Esther Laurells förmåga att levandegöra sina undervisningsämnen och få de frågor hon behandlade angelägna för elever, scouter och kollegor. Hon beskrivs även som stark, spontan, orädd, humoristisk och med ett stort intresse för sina medmänniskor.